# The Fourmost
The Fourmost är en brittisk popgrupp från Liverpool som bildades cirka 1960 och slog igenom 1963.

## Medlemmar
Originalmedlemmar
- Brian O'Hara (född 12 mars 1942 i Dingle, Liverpool – död 27 juni 1999 i Waverly, Liverpool) – sång, gitarr
- Billy Hatton (född William Hatton 9 juli 1941 i Dingle – död 19 september 2017 i Liverpool) – basgitarr, sång
- Mike Millward (född Michael Millward 9 maj 1942 i Bromborough, Cheshire – död mars 1966 i Bebington, Cheshire) – gitarr, sång
- Dave Lovelady (född David Lovelady 16 oktober 1942 i Litherland, Liverpool) – trummor

## Diskografi
Album
- First and Fourmost (1965)

Singlar
- "Hello Little Girl" / "Just In Case" – (1963) (#9 på UK Singles Chart)
- "I'm in Love" / "Respectable" – (1963) (#17)
- "A Little Loving" / "Waitin' For You" – (1964 (#6)
- "How Can I Tell Her" / "You Got That Way" – (1964) (#33)
- "Baby I Need Your Loving" / "That's Only What They Say" – (1964) (#24)
- "Everything In The Garden" / "He Could Never" – (1965)
- "Girls Girls Girls" / "Why Do Fools Fall in Love" – (1965) (#33)
- "Here, There and Everywhere" / "You've Changed" – (1966)
- "Auntie Maggie's Remedy" / "Turn The Lights Down" – (1966)
- "Apples, Peaches And Pumpkin Pie" / "I Couldn't Spell!!" – (1968)
- "Rosetta" / "Just Like Before" – (1968)
- "Easy Squeezy" / "Do I Love You?" – (1969)